# 提案制度
提案制度（ていあんせいど）とは経営学用語の一つ。これは社員に対して企業を経営することに関しての意見を上層部に対して提案することを推奨するという制度。この提案というのは業務が行われる上において改善するべき点を提案するという制度であり、採用された提案をした者には褒賞を与えるという事柄も設けている。これを行うということは、企業を経営合理化させるということに加えて、従業員個人の経営への参加意識を高めるという目的もある。